# Pasites nilssoni
Pasites nilssoni är en biart som beskrevs av Constance Margaret Eardley 1997. Pasites nilssoni ingår i släktet Pasites och familjen långtungebin. Inga underarter finns listade i Catalogue of Life.